# تراپ (ویرجینیا)
تراپ (به انگلیسی: Trapp) یک منطقهٔ مسکونی در ایالات متحده آمریکا است که در شهرستان لادن، ویرجینیا واقع شده‌است.